# Apeadeiro de Portas do Mar

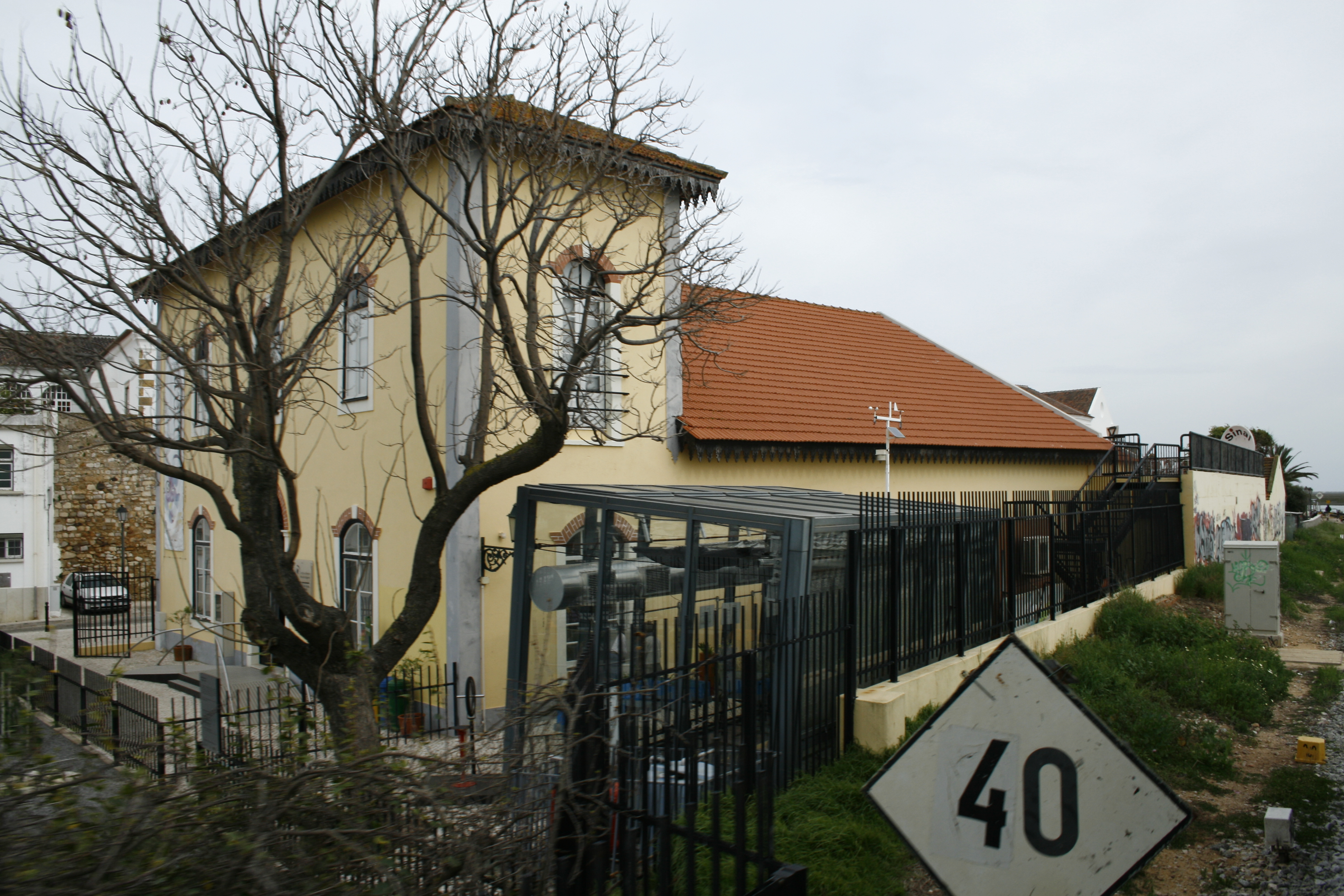
Localização do antigo apeadeiro de Portas do Mar.

O apeadeiro de Portas do Mar foi uma interface da Linha do Algarve, que servia a zona de Portas do Mar, na cidade de Faro, em Portugal.

## Descrição

### Infraestrutura
A plataforma situava-se do lado nordeste da via (lado esquerdo do sentido ascendente, para Vila Real de Santo António).

## História
Este apeadeiro inseria-se no lanço da Linha do Algarve entre Faro e Olhão, que entrou à exploração em 1 de Maio de 1904, pela divisão do Sul e Sueste dos Caminhos de Ferro do Estado, sendo nessa altura considerado como parte do Caminho de Ferro do Sul.
Em 6 de Abril de 1950, o jornal Correio do Sul noticiou que a operadora Companhia dos Caminhos de Ferro Portugueses estava a planear a instalação de dois apeadeiros na periferia de Faro, um dos quais na área da Porta Nova, mais perto do centro da cidade do que o de São Francisco, e do local onde então terminavam as carreiras de autocarros.

Esta interface encontrava-se em funcionamento ainda em 1985, tendo sido encerrada antes de 2003.